# 王軾 (天順進士)
王軾（1439年—1506年），字用敬，湖廣公安县人。明朝政治人物，官至南京兵部尚书。

## 生平
王軾為天順八年（1464年）進士，授大理右評事，遷任右寺正。在四川登記囚徒時，為百餘人平反，升任四川副使。因事被中傷下獄，真相大白後複官，改職陝西。
弘治初年，升四川按察使。弘治三年（1490年），遷南京右僉都御史。八年（1495年），升右副都御史，总理南京粮储事務，不久，巡抚贵州。次年，入京任大理寺卿，奉诏与刑部裁定条例，颁行天下。
弘治十三年（1500年），王軾拜為南京戶部尚書。不久，任左副都御史，總督貴州軍務，鎮壓苗族女土司米鲁起事，大勝還朝。孝宗大喜，賞賜有加，加封太子少保。後改南京兵部尚書，參與機務。王軾屢次請求致仕，均不被批准。武宗登極後，因病再次請歸。朝廷下詔，加太子太保，榮譽歸里。正德元年（1506年）卒。朝廷追贈太保，諡襄简。《明史》有傳。

## 延伸阅读
[在维基数据编辑]
 《國朝獻徵錄·卷之四十二》，出自焦竑《國朝獻徵錄》
 《明史卷一百七十二》，出自《明史》

## 外部連結
- 张嵌， 明将王轼的沙场人生[永久] 《各界》2010年第3期。